# ウィリアム・ポーター
ウィリアム・ポーター（William "Bill" Franklin Porter II、1926年3月24日 - 2000年3月10日）は、アメリカ合衆国の元陸上競技選手である。ポーターは1948年に開催されたロンドンオリンピックにおいて、男子110メートルハードルで金メダルを獲得した。

## 経歴
ウィリアム・ポーターは、ミシガン州で生まれ、1944年7月から1945年11月の間西ミシガン大学で学んだ後にノースウェスタン大学へ編入学した。
ポーターは、ノースウェスタン大学在学中の1948年にアマチュア運動連合（AAU）の110メートルハードル走で優勝し、ロンドンオリンピック出場の資格を得た。当時世界最高級のハードル選手と評価されていた同じくアメリカのハリソン・ディラード はハードル競技でのオリンピック出場を逃してしまったが、決勝のレースではポーターを含む3人のアメリカ選手が競い、メダルを独占する結果となった。
競技生活を退いた後、ポーターはノースウェスタン大学の同窓会組織で働き、のちにはカリフォルニア州でセールス代理店を開業した。ポーターは2000年にカリフォルニア州アーヴァインで死去した。